# Pakeha
Pakeha là một chi nhện trong họ Amaurobiidae.